# Programme alimentaire mondial
Pour les articles homonymes, voir PAM.
Le Programme alimentaire mondial (PAM ; en anglais : World Food Program, WFP) est l'organisme d'aide alimentaire de l'ONU. Le PAM est la plus grande agence humanitaire qui lutte contre la faim dans le monde en distribuant une assistance alimentaire dans les situations d'urgence et en travaillant avec les communautés pour améliorer leur état nutritionnel et renforcer leur résilience. Chaque année, le PAM apporte une assistance à 80 millions de personnes dans près de 80 pays.
Le prix Nobel de la paix 2020, a été décerné au PAM, pour ses efforts dans la lutte contre la faim dans les différentes zones touchées par les conflits dans le monde.
Son siège se situe à Rome, en Italie.

## Historique

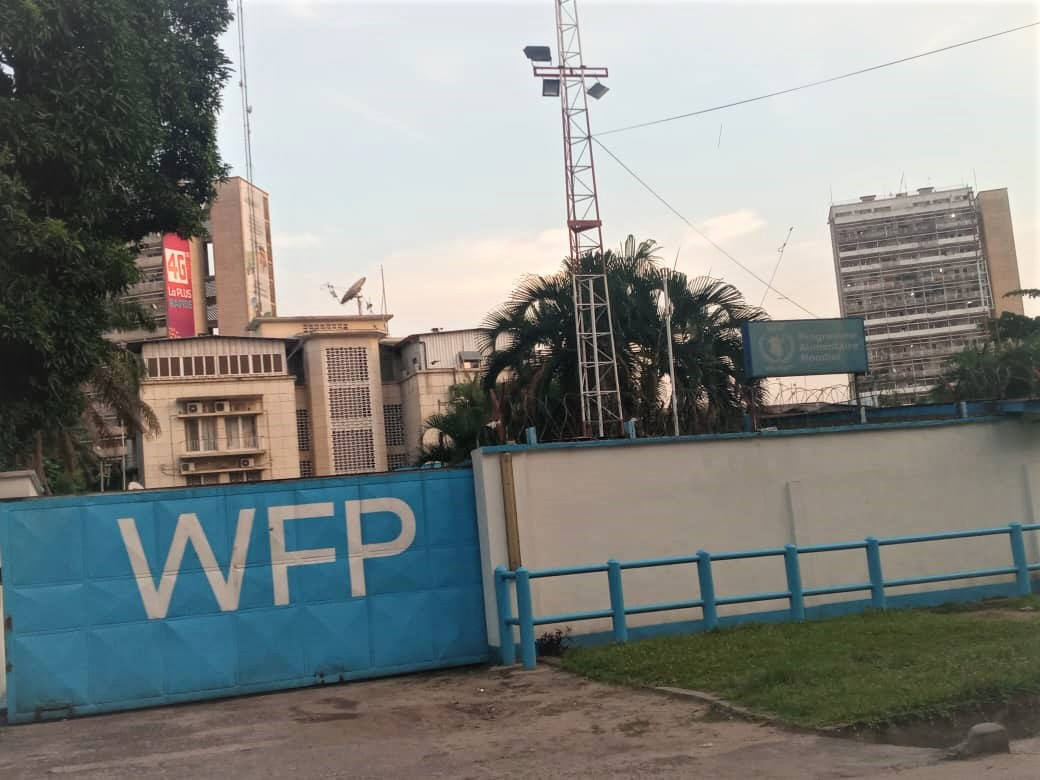
Agence de Kinshasa.

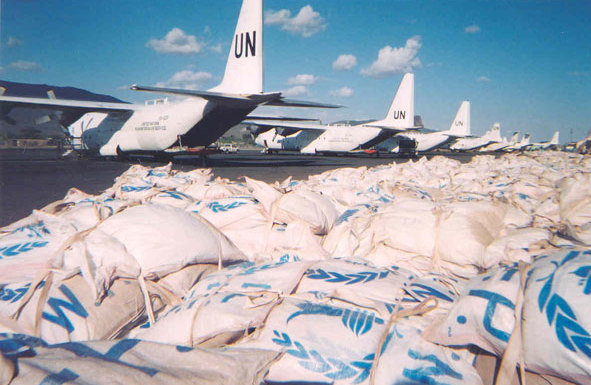
Aides alimentaires pour le Soudan transportées par des avions du Service aérien d’aide humanitaire des Nations unies.

Sur la demande du président américain Dwight Eisenhower, un programme humanitaire temporaire de trois ans est créé par des résolutions ONU et à la FAO ayant eu lieu respectivement le 24 novembre et le 19 décembre 1961,,,. L'idée première du programme est d'alimenter les pays en développement souffrant de la faim, par les surplus alimentaires des pays développés,. Cette idée était déjà en application par les États-Unis depuis la fin de la Seconde Guerre mondiale, mais directement de manière bilatérale avec le pays en faisant la demande. À la suite séisme de 1962 à Buin Zahra, le PAM effectue sa première mission. Son budget à sa création est de 90 millions de dollars (
761 millions actuels) pour son premier mandat de trois ans. À sa création, le PAM pouvait fournir uniquement des produits alimentaires, mais pas de devises, ni assistances techniques ou services, mais ce principe n'est plus appliqué assez rapidement. En 1965, le PAM n'est plus un programme temporaire, mais devient un programme pérenne de l'ONU et de la FAO.
L’orientation stratégique de l’agence est établie dans son plan stratégique qui est revu tous les quatre ans.
Depuis 1992, le PAM est dirigé par un ressortissant des États-Unis. Cindy McCain a commencé son mandat de cinq ans en avril 2023.
Le prix Nobel de la paix 2020 est attribué au PAM « pour ses efforts de lutte contre la faim, pour sa contribution à l'amélioration des conditions de paix dans les zones touchées par les conflits et pour avoir joué un rôle moteur dans les efforts visant à empêcher l'utilisation de la faim comme arme de guerre ».

## Mandat
La mission du Programme alimentaire mondial est d'éliminer la faim et la pauvreté dans le monde, en répondant aux besoins d'urgence et en appuyant le développement économique et social. Le PAM vise aussi à réduire le taux de mortalité infantile, à améliorer la santé des femmes enceintes et à lutter contre la carence de micronutriments et contre les maladies comme le VIH/SIDA.
Le PAM a pour objectif de fournir une aide alimentaire :
- aux victimes de catastrophes naturelles
- aux personnes réfugiées ou déplacées à l'intérieur de leur propre pays – contraintes de tout abandonner à la suite de conflits, d'inondations, de sécheresses ou d'autres catastrophes naturelles
- aux pauvres souffrant de la faim qui n'arrivent pas à se sortir du cercle vicieux de la pauvreté et de la malnutrition.

## Organisation
À sa création, le PAM était dirigé par un comité intergouvernemental formé de 20 États membres, la moitié choisis par le Conseil économique et social des Nations unies et l'autre choisi par le conseil de la FAO, ce nombre passe à 24 dès 1963,.
Le PAM est dirigé, depuis 1996, par un Conseil d'administration formé par 18 États membres choisis par le Conseil économique et social des Nations unies et 18 par le conseil de la FAO.
Le PAM emploie 11 367 personnes en 2014, 93 % d'entre eux travaillent directement sur le terrain. En 2014, le budget du PAM était de 5,38 milliards de dollars américains.

### Responsables

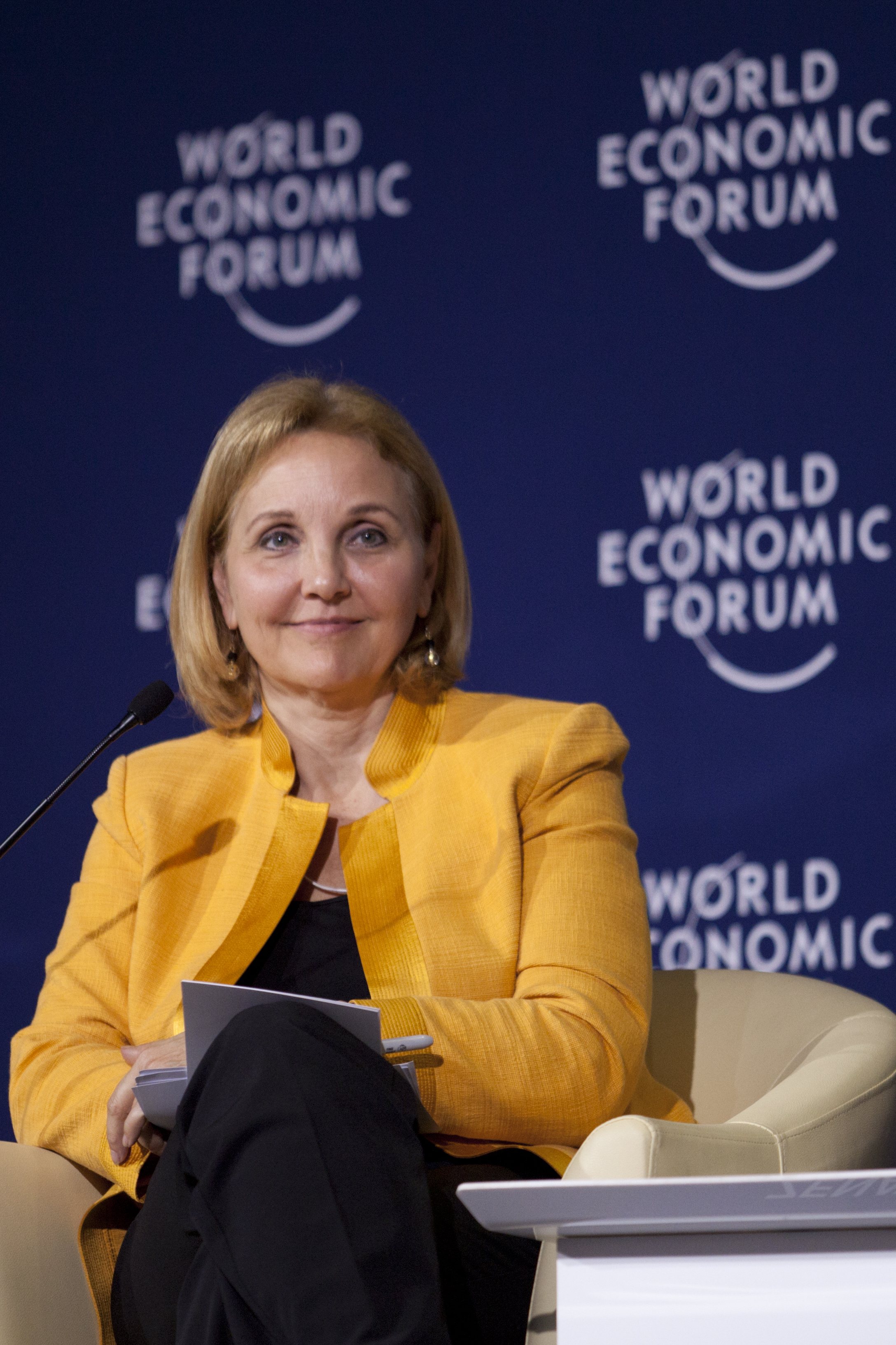
Josette Sheeran en 2012 au forum économique mondial.

Le directeur exécutif du PAM est nommé de manière conjointe par le secrétaire général des Nations unies et le directeur général de la FAO.
| Nom                       | Pays       | Mandat                  |
| ------------------------- | ---------- | ----------------------- |
| Addeke Hendrik Boerm (nl) | Pays-Bas   | 1962-1967               |
| Sushil K. Dev             | Inde       | 1968 (par intérim)      |
| Franciso Aquino           | Salvador   | 1968-1976               |
| Thomas C. M. Robinson     | Canada     | 1976-1977               |
| Garson N. Vogel           | Canada     | 1977-1981               |
| Bernardo de Azevedo Brito | Brésil     | 1981-1982 (par intérim) |
| Juan Felipe Yriart (de)   | Uruguay    | 1982 (par intérim)      |
| James Ingram (en)         | Australie  | 1982-1992               |
| Catherine Bertini         | États-Unis | 1992-2002               |
| James T. Morris           | États-Unis | 2002-2007               |
| Josette Sheeran           | États-Unis | 2007-2012               |
| Ertharin Cousin (en)      | États-Unis | 2012-2017               |
| David Beasley             | États-Unis | 2017-2023               |
| Cindy McCain              | États-Unis | Depuis 2023             |

## Financement
Le PAM fonctionne avec des contributions volontaires principalement d'États membres. Il a réussi à collecter en 2019, 8,3 milliards de dollars.
| N° | Donateur                     | Dons (en millions de dollars |
| -- | ---------------------------- | ---------------------------- |
| 1  | États-Unis                   | 3 367                        |
| 2  | Allemagne                    | 886                          |
| 3  | Royaume-Uni                  | 698                          |
| 4  | Union européenne             | 686                          |
| 5  | Arabie Saoudite              | 387                          |
| 6  | Émirats arabes unis          | 272                          |
| 7  | Canada                       | 190                          |
| 8  | Suède                        | 159                          |
| 9  | Agences de l'ONU (hors CERF) | 158                          |
| 10 | Japon                        | 157                          |
| 11 | CERF                         | 149                          |
| 12 | Dons privés                  | 101                          |
| 13 | Norvège                      | 89                           |
| 14 | Suisse                       | 79                           |
| 15 | Corée du Sud                 | 75                           |
| 16 | Danemark                     | 69                           |
| 17 | Pays-Bas                     | 59                           |

## Actions

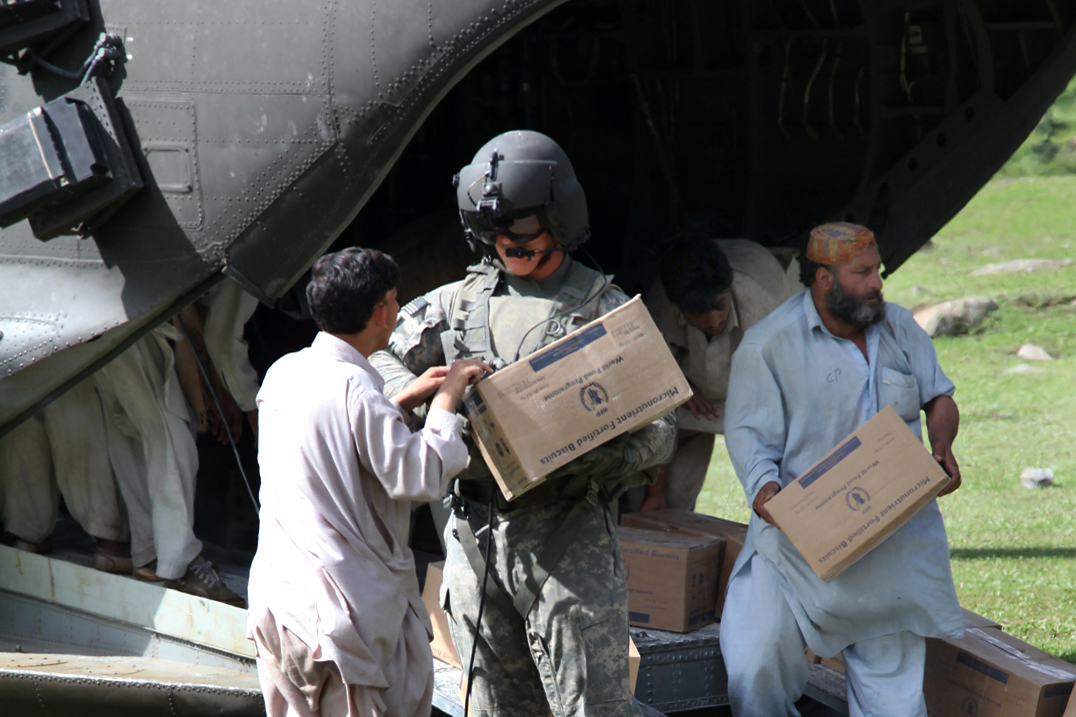
Un soldat américain donne une caisse de biscuits du Programme alimentaire mondial à un sinistré des inondations dans la vallée de Swat, au Pakistan, en 2010.

En 2014, le PAM a distribué plus de 3 millions de tonnes de nourriture à 80 millions de personnes dans 82 pays. La majorité des personnes assistées (42 millions) ont été atteintes lors d'opérations d'urgence du PAM (dont celles en Irak, au Soudan du Sud, en Syrie et dans les pays affectés par Ebola en Afrique de l'Ouest). En 2014, le PAM a acheté 2,2 millions de tonnes de produits alimentaires dans 92 pays, 81 % des produits alimentaires sont achetés directement dans des pays en développement.

### Une aide prioritairement réservée aux enfants
En 2014, les enfants sont demeurés au cœur des efforts déployés par le PAM, ils ont représenté 64 % du nombre total de bénéficiaires. 25 % des personnes souffrant de la faim sont des enfants.
Pour lutter contre la faim chez les enfants, le PAM fournit depuis la fin des années 1960 des repas de midi gratuits dans les écoles du monde entier. Le PAM est aujourd'hui le plus grand fournisseur mondial de repas dans les écoles: le PAM intervient pour distribuer des repas à près de 20 millions d’enfants chaque année. En plus d'apporter aux enfants l'assurance d'avoir un repas chaque jour, les repas scolaires encouragent les familles pauvres à envoyer leurs enfants à l'école.
Dans un nombre croissant de pays, le PAM transfère la responsabilité des programmes de repas scolaires aux gouvernements et aux communautés partenaires : au cours des 45 dernières années, 38 pays ont repris les programmes de repas scolaires du PAM.
En 2014, 7,3 millions d'enfants souffrant de malnutrition ont reçu un soutien nutritionnel spécialisé.

### Les difficultés de la corne de l'Afrique
La corne de l'Afrique est une zone où le PAM est particulièrement présent. L'aide alimentaire au Soudan est le programme le plus important de l'agence, qui a fourni des vivres à 6,4 millions de Soudanais en 2006. En 2007, le PAM aura besoin de 685 millions $ de dollars pour venir en aide à 5,5 millions de Soudanais (dont 2,8 million au Darfour).
Après le Soudan, les plus grandes opérations du PAM sont celles en Éthiopie et au Kenya.

### Schéma des principales étapes de l'intervention d'urgence
- Appel à l'aide d'un pays.
À la suite d'une catastrophe naturelle ou d'un conflit, le gouvernement local demande une aide alimentaire d'urgence.
- Déclenchement de l'aide.
À Rome, l'équipe de préparation aux urgences utilise des techniques de pointe (images satellites, télédétection, modélisation informatique) afin d'évaluer rapidement la situation à distance.
- Livraison des premiers colis.
Parfois en 24 heures à peine, le PAM livre kits médicaux et biscuits énergétiques stockés en Italie, au Panama, au Ghana, à Dubai et en Malaisie. Les équipes d'évaluation d'urgence envoyées sur place quantifient les besoins.
- Élaboration d'un plan d'action d'ensemble.
Le bureau local le plus proche monte une opération d'urgence, qui précise le budget, la durée, les rations, les corridors humanitaires disponibles et les moyens de transport (de l'hélicoptère aux yacks).
- Appel aux dons.
Via le bureau de la coordination des affaires humanitaires des Nations unies, qui émet un appel d'urgence, le PAM attire l'attention des pays donateurs.
- Début des opérations d'approvisionnement.
Le PAM n'attend pas que l'argent arrive sur son compte. Simultanément, sur le terrain, les équipes s'assurent qu'il n'y a pas rupture de l'aide amorcée, et les infrastructures sont préparées pour la réception des marchandises.
- Distributions des denrées. 
Le PAM travaille avec des relais locaux pour apporter la nourriture aux personnes les plus fragiles : femmes enceintes, enfants, personnes âgées. Les bénéficiaires de l'aide sont avertis par affichage, SMS ou radio.
- Évaluation.
Le PAM fait le bilan de l'opération en recherchant les bonnes pratiques apprises sur le terrain mais aussi les erreurs à ne pas reproduire.

## De l'aide alimentaire à l'assistance alimentaire
L'économiste kényan James Shikwati a déclaré dans un entretien avec Der Spiegel en 2005 : « l'aide à l'Afrique fait plus de mal que de bien » et « les Africains sont poussés à être des mendiants et non à être indépendants ». Selon lui, l'aide alimentaire augmente la corruption car les politiciens locaux ont la possibilité de voler une partie de l'aide pour soudoyer les électeurs, de vendre l'aide à prix réduits sur les marchés noirs en tuant l'agriculture locale voire de l'exporter vers les pays développés en réalisant un profit. Il suggère que le PAM répond trop facilement aux appels des gouvernements corrompus, et fournit trop d'aide alimentaire conduisant à une réduction de la production des agriculteurs locaux car « personne ne peut rivaliser avec le Programme alimentaire mondial des Nations unies ».
Le PAM, à partir des années 2000, repense son action et parallèlement aux aides alimentaires d'urgence, développe la notion d'assistance alimentaire, qui vise au travers de plans pluriannuels à apporter des solutions plus durables en intégrant des actions structurelles. Une partie des dons en nature sont remplacés par des dons en espèces, afin d'« autonomiser les individus pour qu'ils puissent subvenir eux-mêmes à leurs besoins alimentaires ». Son catalogue d'aide s'enrichit d'actions autres que la stricte aide alimentaire, en identifiant et ciblant les points faibles des systèmes alimentaires d'une région. Un exemple au Niger  montre comment l'achat de denrées alimentaires aux petits producteurs locaux s'accompagne de fourniture d’intrants, de matériel et de facilitations à l’accès à des formations techniques.